# 無始相応
「無始相応」（むしそうおう、巴: Anamatagga-saṃyutta, アナマタッガ・サンユッタ）とは、パーリ仏典経蔵相応部に収録されている第15相応。

## 構成
2品20経から成る。
1. Paṭhama-vaggo --- 全10経
2. Dutiya-vaggo --- 全10経

## 日本語訳
- 『南伝大蔵経・経蔵・相応部経典2』（第13巻） 大蔵出版
- 『パーリ仏典 相応部(サンユッタニカーヤ) 因縁篇II』 片山一良訳 大蔵出版
- 『原始仏典II 相応部経典2』 中村元監修 春秋社